# Umarin Yaodam
Umarin Yaodam (thailändisch อัมรินทร์ เยาว์ดำ, * 22. Januar 1980 in Songkhla) ist ein thailändischer Fußballtrainer und ehemaliger Fußballspieler.

## Karriere

### Spieler

#### Verein
Umarin Yaodam erlernte das Fußballspielen der Jugendmannschaft des Sinthana FC. Bei dem Verein aus der Hauptstadt Bangkok stand er von 2002 bis 2004 unter Vertrag. Im Januar 2005 wechselt er nach Buriram zu Buriram United. Der Verein spielte in der ersten thailändischen Liga. 2005 feierte er mit Buriram die Vizemeisterschaft. 2008 wurde er mit dem Verein Meister des Landes. 2010 feierte er zum zweiten Mal die Vizemeisterschaft.  Im Januar 2011 unterschrieb er einen Vertrag beim Zweitligisten Buriram FC. Ende der Saison wurde er mit Buriram Meister und stieg in die erste Liga auf. Mitte 2012 nahm ihn der Erstligist Muangthong United unter Vertrag. Im gleichen Jahr wurde er mit dem Verein aus Pak Kret thailändischer Meister. Im Februar 2013 stand er mit Muangthong im Final des Kor Royal Cup. Hier unterlag man Buriram mit 0:2. Die Rückrunde 2013 wurde er an den Zweitligisten Air Force AVIA ausgeliehen. Mit dem Hauptstadtverein wurde er Meister der Liga und stieg in die erste Liga auf. Nach der Ausleihe kehrte er nicht zu Muangthong zurück. Der Suphanburi FC, ein Erstligist aus Suphanburi, nahm ihn im Januar 2014 für zwei Jahre unter Vertrag. Nach acht Ligaspielen wechselte er im Januar 2016 zum Bangkoker Verein Kasetsart FC. Mit dem Verein spielte er in der dritten Liga, der damaligen Regional League Division 2. Mit Kasetsart trat er in der Bangkok Region an. Am Ende der Saison wurde er mit Kasetsart Vizemeister und stieg anschließend in die zweite Liga auf. Am 1. Dezember 2014 beendete er seine Karriere als Fußballspieler.

#### Nationalmannschaft
Umarin Yaodam spielte 2006 einmal in der thailändischen Nationalmannschaft.

### Trainer
Umarin Yaodam war von 2017 bis 2022 Torwarttrainer der thailändischen U23-Nationalmannschaft.

## Erfolge

### Spieler
Buriram United
- Thai Premier League: 2008

Buriram FC
- Thai Premier League Division 1: 2011

Muangthong United
- Thai Premier League: 2012

Air Force AVIA
- Thai Premier League Division 1: 2013